# Ośrodek Wypoczynkowy Urzędu Rady Ministrów w Arłamowie

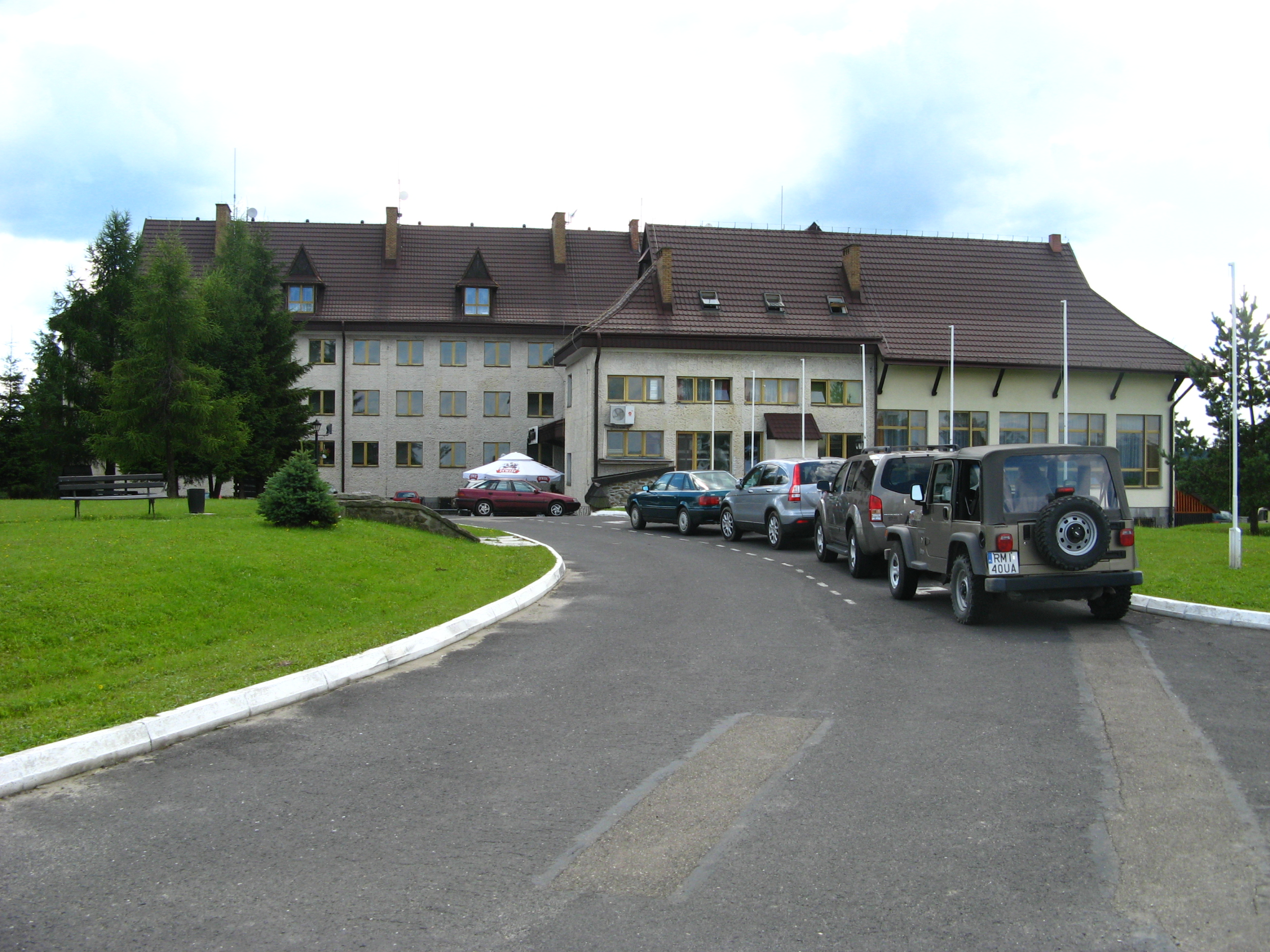
Budynek ośrodka (2008)

Ośrodek Wypoczynkowy Urzędu Rady Ministrów w Arłamowie W-2 – tajny ośrodek wypoczynkowy Urzędu Rady Ministrów powołany na początku lat sześćdziesiątych XX wieku na terenach byłych, wyludnionych po II wojnie wsi Arłamów i Jamna Górna. Ośrodek stanowił  centralną część kompleksu rozlokowanego w wydzielonym obszarze, określanym jako państwo arłamowskie.